# المجلس الأعلى للأمن القومي (إيران)
المجلس الأعلى للأمن القومي الإيراني أو المجلس الأعلى للأمن القومي لجمهورية إيران الإسلامية (بالفارسية: شورای عالی امنیت ملی) هو مجلس الأمن القومي لجمهورية إيران الإسلامية، والسكرتير الحالي للمجلس هو وزير الدفاع السابق الأميرال العلوي علي شمخاني، حيث تم تعيينه في 12 سبتمبر 2013 من قبل المرشد الأعلى للجمهورية الإسلامية آية الله علي خامنئي ممثلا له بالمجلس، خلفا لحسن روحاني.
وقد تم تشكيل مجلس لحماية ودعم المصالح الوطنية والثورة الإسلامية والسلامة الإقليمية والسيادة الوطنية للبلاد. وقد تأسست هذه المؤسسة خلال مراجعة الدستور عام 1989.
ويحدد الدستور مسؤوليات المجلس على النحو التالي:
1. تحديد سياسات الدفاع والأمن القومي للبلاد في إطار السياسات العامة التي يحددها القائد.
2. تنسيق الأنشطة السياسية والمخابراتية والاجتماعية والثقافية والاقتصادية المتعلقة بالسياسات العامة للدفاع والأمن القومي.
3. استغلال الموارد المادية والفكرية للبلاد لمواجهة التهديدات الداخلية والخارجية.[3]

## تكوين
بموجب المادة 176 من دستور جمهورية إيران الإسلامية كلّف المجلس الأعلی للأمن القومي إلی أن يرأسه رئيس البلاد. ويختار الرئيس أمين المجلس الأعلى. وتكون قرارات المجلس فعالة بعد تأكيد قائد الثورة الإسلامية. إن قائد الثورة الإسلامية علي خامنئي والمجلس الأعلى للأمن القومي في صدارة عملية القرارات المتعلقة بالسياسة الخارجية.

## السياسة النووية
ويضع المجلس الأعلى للأمن القومي السياسة النووية للبلاد. وسوف تصبح السياسات النووية التي وضعها المجلس فعالة إذا ما أكدها قائد الثورة. وكان أمين المجلس الأعلى المفاوض النووي الرئيسي لإيران حتى 5 سبتمبر 2013. لكن بعد وصول الحكومة الحادية عشرة (حكومة حسن روحاني) للحكم، تم تكليف وزارة الخارجية بالمسؤولية عن المحادثات النووية بدلا عن المجلس الأعلی للأمن القومي.

## أعضاء
اعتبارا من عام 2013، الأعضاء هم:
| #  | تعيين                   | عضو بحكم منصبه                         | شاغل منصب الحالي      | صورة     | المنصب في المجلس الأعلى |
| -- | ----------------------- | -------------------------------------- | --------------------- | -------- | ----------------------- |
| 1  | الانتخابات الشعبية      | رئيس الجمهورية                         | حسن روحاني            |          | رئيس                    |
| 2  | الانتخابات غير المباشرة | رئيس البرلمان                          | علي لاريجاني          |          | عضو                     |
| 3  | قائد الثورة             | رئيس السلطة القضائية                   | إبراهيم رئيسي         |          | عضو                     |
| 4  | قائد الثورة             | ممثل قائد الثورة                       | علي شمخاني            |          | أمين (يعينه الرئيس)     |
| 5  | قائد الثورة             | ممثل قائد الثورة                       | سعيد جليلي            |          | عضو                     |
| 6  | قائد الثورة             | رئيس هيئة الأركان العامة               | محمد باقري            |          | عضو                     |
| 7  | قائد الثورة             | القائد العام للجيش                     | عطاء الله صالحي       |          | عضو                     |
| 8  | قائد الثورة             | القائد العام لحرس الثورة الإسلامية     | محمد علي جعفري        |          | عضو                     |
| 9  | رئيس الجمهورية          | وزير الشؤون الخارجية                   | محمد جواد ظريف        |          | عضو                     |
| 10 | رئيس الجمهورية          | وزير الداخلية                          | عبد الرضا رحماني فضلي |          | عضو                     |
| 11 | رئيس الجمهورية          | وزير الإستخبارات                       | محمود علوي            |          | عضو                     |
| 12 | رئيس الجمهورية          | رئيس منظمة الإدارة والتخطيط            | محمد باقر نوبخت       |          | عضو                     |
| 13 | رئيس الجمهورية          | الوزير المعني بموضوع جدول أعمال المجلس | والوزراء الآخرين      | عضو مؤقت |                         |

## أمناء
أهم المناصب الثابتة في المجلس الاعلى للامن القومي هي مسؤولية الأمانة والتي يتم تحديدها بالانتخاب المباشر من قبل رئيس الجمهورية. أمين المجلس، هو مسئول إدارة الأمانة ومراقبة التنفيذ السليم لمقررات وقرارات المجلس، والأمور الإدارية والتنفيذية له.
| عدد | أمين         | أمين       | فترة           | فترة           | توجه سياسي(عند تولي المسؤولية) | رئيس(رئيس‌ الجمهورية) |
| عدد | أمين         | أمين       | من             | حتی            | توجه سياسي(عند تولي المسؤولية) | رئيس(رئيس‌ الجمهورية) |
| --- | ------------ | ---------- | -------------- | -------------- | ------------------------------ | -------------------- |
| 1   | حسن روحاني   |            | 14 أكتوبر 1989 | 15 أغسطس 2005  | يميني                          | أكبر هاشمي رفسنجاني  |
| 1   | حسن روحاني   | محمد خاتمي | 14 أكتوبر 1989 | 15 أغسطس 2005  | يميني                          |                      |
| 1   | حسن روحاني   | معتدل      | 14 أكتوبر 1989 | 15 أغسطس 2005  |                                |                      |
| 2   | علي لاريجاني |            | 15 أغسطس 2005  | 20 أكتوبر 2007 | أصولي                          | محمود أحمدي نجاد     |
| 3   | سعيد جليلي   |            | 20 أكتوبر 2007 | 10 سبتمبر 2013 | أصولي                          | محمود أحمدي نجاد     |
| 4   | علي شمخاني   |            | 10 سبتمبر 2013 | تاکنون         | إصلاحي                         | حسن روحاني           |

## ممثلو قائد الثورة
قائد الثورة الإسلامية لديه ممثّلَين بشأن المجلس، وعادة واحد منهم في نفس الوقت، يكون أمين المجلس كذلك.
| ممثل       | ممثل         | فترة           | فترة           | توجه سياسي (عند تولي المسئولية) | ممثل         | ممثل           | فترة           | فترة         | توجه سياسي (عند تولي المسئولية) |
| ممثل       | ممثل         | من             | حتی            | توجه سياسي (عند تولي المسئولية) | ممثل         | ممثل           | من             | حتی          | توجه سياسي (عند تولي المسئولية) |
| ---------- | ------------ | -------------- | -------------- | ------------------------------- | ------------ | -------------- | -------------- | ------------ | ------------------------------- |
| حسن روحاني |              | 13 نوفمبر 1989 | 11 سبتمبر 2013 | اليمينية                        | أحمد الخميني |                | 13 نوفمبر 1989 | 16 مارس 1995 |                                 |
| حسن روحاني | دون تولّي     | دون تولّي       | 11 سبتمبر 2013 | اليمينية                        | 16 مارس 1995 | 23 ديسمبر 1995 |                |              |                                 |
| حسن روحاني | علي لاريجاني | 13 نوفمبر 1989 | 11 سبتمبر 2013 | اليمينية                        |              | 23 ديسمبر 1995 | 23 يونيو 1999  | اليمينية     |                                 |
| حسن روحاني | علي لاريجاني | 13 نوفمبر 1989 | 11 سبتمبر 2013 | معتدل                           | أصولي        | 23 ديسمبر 1995 | 23 يونيو 1999  |              |                                 |
| حسن روحاني | سعيد جليلي   | 13 نوفمبر 1989 | 11 سبتمبر 2013 | معتدل                           |              | 23 يونيو 1999  | حتی الآن       | أصولي        |                                 |
| علي شمخاني | سعيد جليلي   |                | 12 سبتمبر 2013 | حتی الآن                        | إصلاحي       | 23 يونيو 1999  | حتی الآن       | أصولي        |                                 |